# Nesobasis angulicollis
Nesobasis angulicollis là một loài chuồn chuồn kim trong họ Coenagrionidae.
Nesobasis angulicollis được Tillyard miêu tả khoa học năm 1924.